# Dessa, Niger
Dessa este o comună rurală din departamentul Tillabéri, regiunea Tillabéri, Niger, cu o populație de 30.989 de locuitori (2001).